# می‌کروماگائشی
می‌کروماگائِشی (به ژاپنی: 御車返し ミクルマガエシ Mikurumagaeshi) نام علمی
(Cerasus lannesiana 'Mikurumakaisi' Koidzumi) نام یک نوع درخت ساکورای باغی است. این درخت از دوره ادو شناخته شده‌است. نام آن به معنی دیدن و برگرداندن ماشین است و علت نامگذاری به داستانی بر می‌گردد که گفته می‌شود سرنشینان یک ماشین هنگام دیدن آن بر سر اینکه این ساکورا یائه-زاکورا است یا ساکورای ۵ گلبرگه بحثشان بالا می‌گیرد و برای دیدن دوبارهٔ آن دور زده و به محل ساکورا بر می‌گردند. گلبرگ‌های آن بسیار بزرگ و گرد و کلفت هستند.

## ویژگی
- طول درخت: ۱۰ متر
- تعداد گلبرگ: ۵–۸ عدد
- رنگ: صورتی کمرنگ
- قطر گل: ۴٫۶ تا ۵٫۶ سانتیمتر
- زمان گل‌دهی:اواسط ماه آوریل
- محل نمونه:پارک کوگانه‌ای[۲]